# 国際単位
国際単位（こくさいたんい、英語：International unit 、記号：IU）は、薬理学で用いられる、生体に対する効力でその量を表す単位。物質により効力が異なるので1IUの量も物質により異なる。
ビタミンAなどの脂溶性ビタミンに対して用いられる。
1IUは、
| ビタミンA | レチノール                      | 0.300µg |
| ビタミンC | L-アスコルビン酸                | 50µg    |
| ビタミンD | コレカルシフェロール            | 0.025µg |
| ビタミンE | dl-α-トコフェロール酢酸エステル | 1mg     |
| ビタミンE | d-α-トコフェロール              | 0.667mg |

と定められている。

## ビタミンEの形態と国際単位
なお、市販のビタミンE製剤やサプリメントにおける、d-α-トコフェロール（天然型）の含有量の目安になる国際単位との換算に関しては次の通り。
- 合成であるラセミ体のall-rac-α-トコフェロール酢酸エステル（dl-α-トコフェロール酢酸エステル）1mgが1IUと定義されている。これはラットの妊孕能に関しての評価であり、他の生物活性や酸化防止力の指標ではない。
- dl-α-トコフェロール酢酸エステルを構成する8種類のジアステレオマーのうち、RRR-α-トコフェロール酢酸エステル（d-α-トコフェロール酢酸エステル）の生物活性が最も高く1.36IU/mgである。
- RRR-α-トコフェロール（d-α-トコフェロール）の生物活性1.49IU/mgは酢酸エステルからフリー体に分子量換算して得た値である。
- 天然に存在するd-α-トコフェロールの同族体の生物活性の強度については、α：β：γ：δ＝100：40：10：1とされている。

以下、IUとα-トコフェロール当量（α-TE）と形態との関係を表にして示す。
| ビタミンＥの形態                                | IU/mg | 1 α-TE  |
| ----------------------------------------------- | ----- | ------- |
| RRR-α-トコフェロール（d-α-トコフェロール）      | 1.49  | 1.00 mg |
| RRR-α-トコフェロール酢酸エステル                | 1.36  | 1.10 mg |
| RRR-α-トコフェロールコハク酸エステル            | 1.21  | 1.23 mg |
| all-rac-α-トコフェロール（dl-α-トコフェロール） | 1.10  | 1.36 mg |
| all-rac-α-トコフェロール酢酸エステル            | 1.00  | 1.49 mg |
| all-rac-α-トコフェロールコハク酸エステル        | 0.89  | 1.67 mg |

## 符号位置
| 記号 | Unicode | JIS X 0213 | 文字参照          | 名称     |
| ---- | ------- | ---------- | ----------------- | -------- |
| ㍺   | U+337A  | -          | &#x337A; &#13178; | 国際単位 |